# Oumar Diakité
Pour les articles homonymes, voir Diakité.
Oumar Diakité, né le 20 décembre 2003 à Bingerville en Côte d'Ivoire, est un footballeur international ivoirien. Il évolue au poste d'avant-centre au Stade de Reims.

## Biographie

### En club
Né à Bingerville en Côte d'Ivoire, Oumar Diakité est formé par le club local de l'ASEC Mimosas.
Le 12 janvier 2022, il rejoint l'Autriche pour s'engager avec le RB Salzbourg. Il signe un contrat courant jusqu'en juin 2026 et est envoyé vers l'équipe partenaire du club, le FC Liefering,.
Diakité inscrit son premier but avec le FC Liefering le 3 avril 2022, lors d'une rencontre de championnat face à l'équipe B du Rapid Vienne. Il est titularisé et les deux équipes se neutralisent (2-2 score final),. Le 15 avril suivant, il réalise son premier doublé, contre le FC Dornbirn, en championnat. Il contribue ainsi à la victoire des siens (1-4 score final).
Lors de l'été 2023, Oumar Diakité rejoint le Stade de Reims. Le transfert est annoncé dès le 7 juin 2023 puis officialisé le 21 juin suivant par le club, et il signe pour un contrat de cinq ans, soit jusqu'en juin 2028.
Diakité inscrit son premier but pour Reims le 3 septembre 2023, lors d'une rencontre de championnat face au FC Metz. Il est titularisé ce jour-là, et les deux équipes se neutralisent (2-2 score final),.
Le 10 mars 2024, Diakité inscrit le but de l'égalisation contre le Paris Saint-Germain, amenant le score à 2-2. Il sera par ailleurs élu stadiste du match par les supporters rémois. 

### En sélection
Oumar Diakité est convoqué pour la première fois avec l'équipe nationale de Côte d'Ivoire le 3 juin 2022 par le sélectionneur Jean-Louis Gasset. Il doit toutefois déclarer forfait trois jours plus tard en raison d'une blessure.
Oumar Diakité est de nouveau retenu le 29 août 2023 par Jean-Louis Gasset. Il honore sa première sélection avec l'équipe nationale de Côte d'Ivoire lors de ce rassemblement, le 9 septembre 2023, lors d'un match face au Lesotho. Il est titularisé et son équipe s'impose par un but à zéro,.
Le 28 décembre 2023, il est retenu dans la liste des vingt-sept joueurs ivoiriens sélectionnés par Jean Louis Gasset et encadrés par Émerse Faé pour disputer la Coupe d'Afrique des nations 2023, avec qui il remporte la compétition.
Il est buteur face au Mali en quart de finale de la Coupe d'Afrique des Nations à la 121è minutes sur un score 2-1 en faveur de la Côte d'Ivoire dans l'enceinte du Stade de la paix de Bouaké. Ce but ouvre à la qualification à la Côte d'Ivoire vers les demi-finales le 07 février 2024 à Abidjan. 
Le 10 septembre 2024, Diakité se fait remarquer en marquant un but et délivrant une passe décisive contre le Tchad, permettant à son équipe de s'imposer par deux buts à zéro.

## Palmarès

### En club
Il est finaliste de la Coupe de France en 2025 avec le Stade de Reims.

### En sélection nationale
Avec la Côte d'Ivoire, il remporte la Coupe d'Afrique des nations en 2024.
| Stade de Reims                       | Côte d'Ivoire                                    |
| ------------------------------------ | ------------------------------------------------ |
| - Coupe de France - Finaliste : 2025 | - Coupe d'Afrique des nations - Vainqueur : 2024 |

### Distinctions individuelles
- Nommé pour le Prix Marc-Vivien Foé en 2024[19].